# 富士山 (上田市)
富士山（ふじやま）は、長野県上田市の地名（大字）。

## 地理
上田電鉄別所線・下之郷駅の南東に位置する。北から西にかけては下之郷・古安曽、東から南にかけては丸子地域（旧・小県郡丸子町）の生田・御嶽堂・東内に接する。
南部は独鈷山に連なる山々がそびえる。富士嶽山もその一つで、西峰と東峰の2つの峰があり、標高はそれぞれ1034.4メートル、958メートルである。東峰に富士嶽神社が祀られており、地元では雨乞いの山として信仰され、当町の名もこの富士嶽山に由来している。山々の北麓から流れ出す駒瀬川や雨吹川が北流し、扇状地を形作っている。駒瀬川は鳥居原を上流端とし、支流で霧山を上流端とする雨吹川のほか、水出川を合わせ、尾根川へと注ぐ。扇状地の上流から順に奈良尾・町屋・久保という集落があり、それぞれ上組・中組・下組とも呼称される。湖沼としては北の入池、砂原池、水沢池がある（塩田平のため池群）。
- 山：富士嶽山
- 河川：駒瀬川、水出川、雨吹川
- 湖沼：北の入池、砂原池、水沢池（ため池）

## 歴史

### 沿革
- 小県郡東松本村を前身とする。戦国時代に見える「東松本郷」を前身とし、西松本郷（のちの西松本村→石神村と鈴子村と柳沢村→古安曽村、現在の古安曽[10]）とは元々「松本郷」という一つの郷であった。江戸時代は上田藩領。元和2年、奈良尾村・町屋村に分割された。明治維新後、上田県を経て長野県の所属となる[11]。
- 1874年（明治7年） - 奈良尾村・町屋村が合併して富士山村となる[8]。
- 1889年（明治22年）4月1日 - 町村制の施行により、富士山村が単独で自治体を形成[8]。
- 1949年（昭和24年）9月1日 - 東塩田村・富士山村が合併し、改めて東塩田村が発足。同日富士山村廃止。東塩田村大字富士山となる[8]。
- 1956年（昭和31年）5月1日 - 東塩田村が別所村・西塩田村・中塩田村と合併して塩田町が発足。塩田町大字富士山となる[8]。
- 1970年（昭和45年）4月1日 - 塩田町が上田市に編入。上田市大字富士山となる[8]。
- 2006年（平成18年）3月6日 - （旧）上田市・真田町・武石村と合併し、（新）上田市が発足。上田市富士山となる[12]。

## 世帯数と人口
2019年（令和元年）8月1日現在の世帯数と人口は以下の通りである。
| 大字   | 世帯数  | 人口    |
| ------ | ------- | ------- |
| 富士山 | 712世帯 | 1,862人 |

### 人口の変遷
| 2005年（平成17年） | 2,008人 | [ 13 ] |  |
| 2010年（平成22年） | 1,932人 | [ 13 ] |  |
| 2015年（平成27年） | 1,890人 | [ 13 ] |  |

## 経済・産業
扇状地の下部は水田、上部は薬用ニンジンなどの畑のほか、リンゴやブドウなどの果樹園が広がる。明治以降養蚕業が盛んに営まれてきたが、昭和恐慌により衰退。戦後、依田川から二ツ木隧道を通じた引水が可能となり、水田で安定した営農が可能となった。富士山2371に信州うえだ農業協同組合（JA信州うえだ）の塩田堆肥センターが、富士山2019には同・塩田東山観光農園がある
1986年（昭和61年）以降、上田市による東塩田林間工業団地の造成に伴い、町域東部の工業化が進んでいる。

## 交通
- 長野県道65号上田丸子線 - 町域の西端を南北に走る[4]。
- 長野県道82号別所丸子線 - 町域の北部を東西に走る[5]。

町域の中央部に「町屋」・「富士山」・「中村入口」・「下組」・「久保」・「馬場」・「林間工業団地」バス停留所があり、上田バス「西丸子線」が運行され、下之郷駅から丸子方面へとつながっている。また、一部重複して上田バス「東塩田線（さくら高校前〜下之郷駅）」・「東塩田線（下之郷駅〜塩田町駅〜川西医院）」が運行されており、下之郷駅から下組ないし富士山を経由し、「水沢池南」・「砂原池入口」を経て、古安曽方面へとつながっている。
1926年（大正15年）に上田温泉電軌西丸子線が開通し、富士山駅や馬場駅といった鉄道駅が設置されたが、1963年（昭和38年）に廃止されている（上田丸子電鉄西丸子線を参照）。

## 施設・名所
- 上田市塩田公民館奈良尾分館、中組分館、下組分館[16]
- 上田市塩田構造改善センター（富士山3349番地1） - 上田市コミュニティ施設条例に基づき、「農山村地域の交流の場を整備し、農林業の振興及び地域の活性化を図る」（引用）ことを目的に設置された施設[17]。
- 富士山郵便局（富士山3127-8） - 郵便・貯金・保健窓口、ATMを設置。3台分の駐車場がある[18]。
- 信州うえだ農業協同組合（JA信州うえだ）塩田支所富士山店（富士山3279-1） - ATM、コイン精米機を設置。有限会社信州うえだファーム富士山営業所も入所している[14]。
- 神社[19]
  - 日米神社（富士山3310-1）
  - 唐猫社（富士山4508-ロ）
  - 富士嶽神社（富士山字宮林4556-ハ）
  - 佐加神社（富士山字山門寺3087） - もとは白鬚（しらひげ）神社といい、1878年（明治11年）に現在の社名へと改称された[20]。
- 寺院
  - 西光寺（富士山3036） - 真言宗智山派の寺院。鎌倉時代の正応4年（1291年）、塩田北条氏によって開基し、江戸時代に前山寺の末寺となる。西光寺阿弥陀堂は16世紀前期の建築とされ、長野県宝（建造物）に指定されている[21]。
  - 大円寺（富士山4231－ロ） - 曹洞宗の寺院。上田市指定史跡「徳邦和尚火定の跡」は江戸時代、麻疹（はしか）の流行に際し、当時の徳邦和尚自らが火定（焼身自殺）をもって鎮めようとしたものである[22]。
  - 永富教会（富士山2803-2） - 日蓮宗の仏教教会[23]。
- 奈良尾石造多層塔（富士山宮林、彌勒佛塔） - 富士嶽神社の西側に建つ、高さ237センチメートルの石造の七重塔。下部に「彌勒佛塔」と1面に1文字ずつ刻まれている。鎌倉時代の弘安8年（1285年）、元寇での戦果と戦没者供養のため、富士嶽山山頂に建立されたが、のちに塔の所有権を巡って他村と争いが起こり、現在の場所に落ち着いたのは1918年（大正7年）のことである[24]。
- 奈良尾石造大姥坐像（富士山宮林） - 奪衣婆を思わせる、険しい表情をした老婆の石造の座像。室町時代の寛正7年（1466年）、富士嶽山山頂での雨乞いが成就したことを記念して製作されたもの。彌勒佛塔近くの覆堂内に安置されている[25]。
- 遺跡[26]
  - 木皿遺跡（富士山字木皿） - 縄文時代の遺跡。
  - 上大郷遺跡（富士山字上大郷） - 縄文時代の遺跡。
- 海部野（あまべの）城跡（富士山字砂原山） - 近世の城跡[26]。砂原峠の頂上付近に位置する。近傍には旗塚とよばれる、幅3メートル、高さ1.5メートルの円丘14基がある[20]。
- 鴻の巣（富士山1959-1） - 黄白色をした縞模様の岩肌を呈する、高さ51.8メートル、幅190メートル余りの崖。地質は第三紀・中新世の青木層で、堆積岩の一種である礫岩からなる。降雨や融雪によって絶えず侵食され、その景観は時間とともに変化している。上田市指定天然記念物（名勝）[27]。地名の由来はかつてコウノトリの営巣地であったことからだという[28]。

## 防災
- 上田市消防団第15分団の管轄[29]。
- 南部の山際は土砂災害警戒区域に指定されており、特に河川・渓流の上流部は特別警戒区域に指定されている[30]。
- 洪水時は駒瀬川・雨吹川流域に広く浸水被害が生じると想定されている[30]。
- 北の入池、砂原池、水沢池が決壊した場合、いずれも北部方面に広く浸水被害が生じると想定されている[31]。

## その他
- 郵便番号は「386-1212」[2]。7桁化前は「386-12」[5]。管轄郵便局は上田郵便局、集配郵便局は東塩田郵便局（甲信・東海地方の郵便番号を参照）。
- 上田市立東塩田小学校、上田市立塩田中学校の学区[32]。
- 奈良尾自治会・富士山中組自治会・下組自治会におけるごみ収集曜日は、燃やせるごみが月曜日・木曜日、プラマーク付プラスチックおよび燃やせないごみが火曜日[33]。